# Cenomanien
| Systeem                                                                                   | Serie     | Etage         | Ouderdom (Ma) |
| ----------------------------------------------------------------------------------------- | --------- | ------------- | ------------- |
| Paleogeen                                                                                 | Paleoceen | Danien        | jonger        |
| Krijt                                                                                     | Boven     | Maastrichtien | 66,0–72,1     |
| Krijt                                                                                     | Boven     | Campanien     | 72,1–83,6     |
| Krijt                                                                                     | Boven     | Santonien     | 83,6–86,3     |
| Krijt                                                                                     | Boven     | Coniacien     | 86,3–89,8     |
| Krijt                                                                                     | Boven     | Turonien      | 89,8–93,9     |
| Krijt                                                                                     | Boven     | Cenomanien    | 93,9–100,5    |
| Krijt                                                                                     | Onder     | Albien        | 100,5–113,0   |
| Krijt                                                                                     | Onder     | Aptien        | 113,0–125,0   |
| Krijt                                                                                     | Onder     | Barremien     | 125,0–129,4   |
| Krijt                                                                                     | Onder     | Hauterivien   | 129,4–132,9   |
| Krijt                                                                                     | Onder     | Valanginien   | 132,9–139,8   |
| Krijt                                                                                     | Onder     | Berriasien    | 139,8–145,0   |
| Jura                                                                                      | Malm      | Tithonien     | ouder         |
| Indeling van het Krijt volgens de ICS. Cursieve ouderdommen hebben een grote onzekerheid. |           |               |               |

Het geologisch tijdvak Cenomanien (Vlaanderen: Cenomaniaan) of Cenomaan is in de geologische tijdschaal van de ICS de vroegste tijdsnede van het Laat-Krijt, die duurde van 100,5 tot 93,9 Ma. Het komt na/op het Albien, de laatste tijdsnede in het Vroeg-Krijt, en na het Cenomanien komt het Turonien. Het Cenomanien is ook een etage in de Europese stratigrafie.

## Naamgeving en definitie
Het Cenomanien werd in 1847 gedefinieerd door de Franse paleontoloog Alcide d'Orbigny (1802 - 1857), die het noemde naar Cenomanum, de Latijnse naam van de Franse plaats Le Mans, in het departement Sarthe.
De basis van het Cenomanien wordt gedefinieerd door het eerste voorkomen van de planktonische foraminifeer Rotalipora globotruncanoides. De top wordt gedefinieerd door het eerste voorkomen van de ammoniet Watinoceras devonense. Belangrijke gidsfossielen voor het Cenomanien zijn de ammonieten Calycoceras naviculare, Acanthoceras rhotomagense en Mantelliceras mantelli.

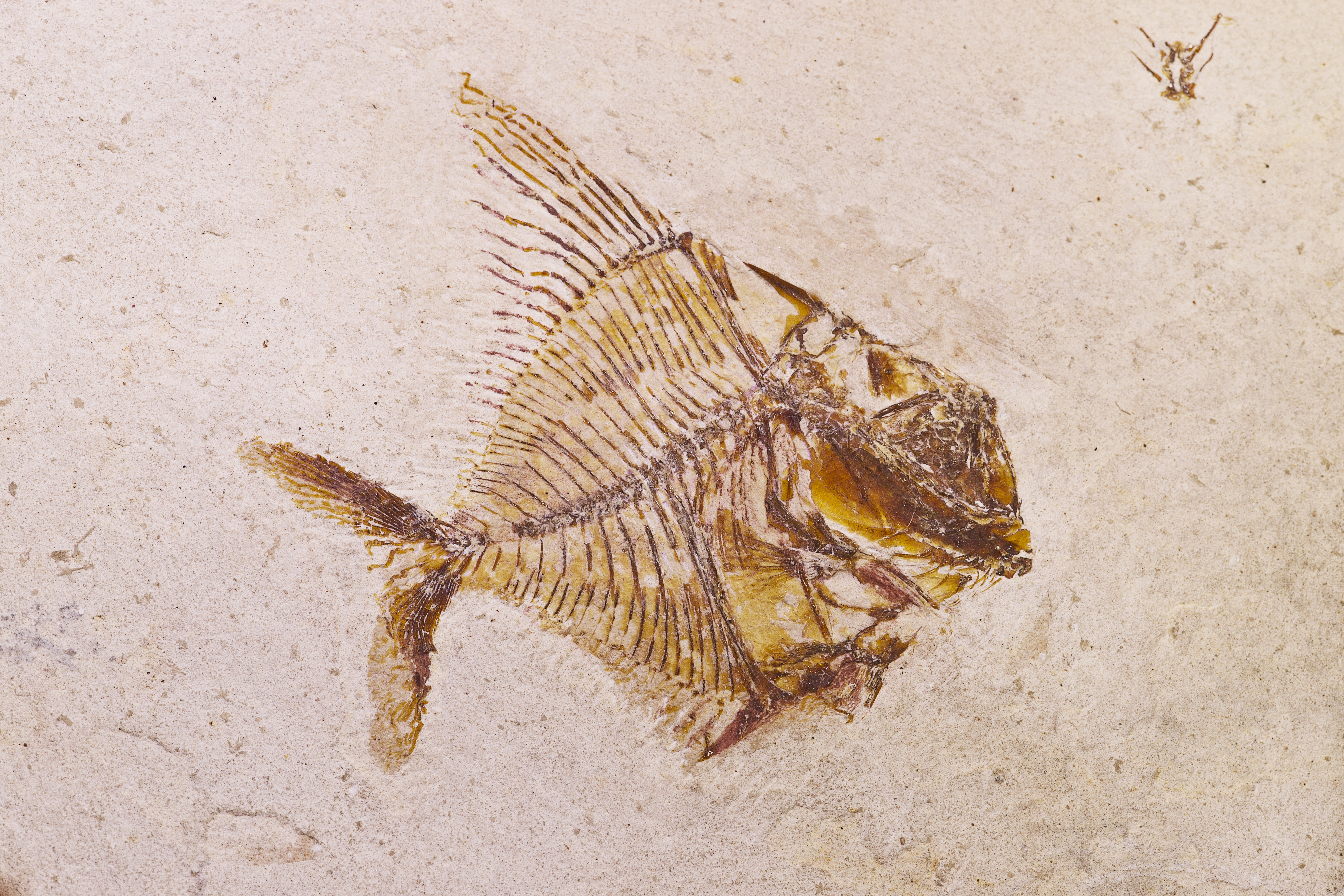
Aipichthys minor uit het Cenomanien.